# Styloptocuma egregia
Styloptocuma egregia är en kräftdjursart som beskrevs av Hansen 1920. Styloptocuma egregia ingår i släktet Styloptocuma och familjen Nannastacidae.
Artens utbredningsområde är Davis sund. Inga underarter finns listade i Catalogue of Life.